# Francisco Hernández-Rubio
Francisco Hernández-Rubio Gómez (Jerez de la Frontera, 29 de abril de 1859-Jerez de la Frontera, 27 de septiembre de 1950) fue un arquitecto español que desarrolló su carrera durante los siglos XIX y XX. Realizó buena parte de sus trabajos en la región andaluza, especialmente en Jerez de la Frontera.

## Biografía
Nacido en Jerez de la Frontera en 1857, cursó estudios en la Escuela Superior de Arquitectura de Madrid. Tuvo una formación muy ecléctica y en sus inicios estuvo muy ligado al arquitecto Ricardo Velázquez Bosco, con el cual colaboraría en la restauración del Monasterio de La Rábida.
Desarrolló buena parte de su labor profesional en Jerez de la Frontera, donde fue autor de varias viviendas y edificios. En su haber estuvieron la reconstrucción de la plaza de toros (1894) o la reforma del palacio de Villamarta (1923). En Huelva fue autor de trabajos como la Casa Muñoz (1909) o la Casa Antonio Guijarro (1910), mientras que en la provincia de Santander fue autor del proyecto de la casa del Duque de Almodóvar del Río, cuya construcción se desarrollará entre 1899 y 1902.